# Soacha
Soacha är en kommun och stad i Colombia.   Den ligger i departementet Cundinamarca, i den centrala delen av landet, 19 km väster om huvudstaden Bogotá. Antalet invånare i kommunen är 402 007.
Soacha är den största staden i departementet Cundinamarca och ingår i Bogotás storstadsområde. Soacha grundades 31 december 1600.